# Судебные инны

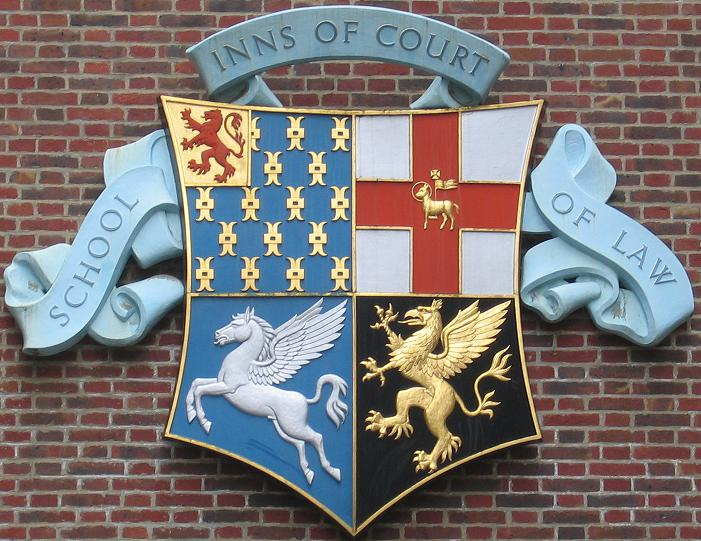
Гербы четырёх адвокатских палат Англии

Судебные инны (Inns of Court; «иннс-оф-корт») — традиционная форма самоорганизации адвокатского сообщества в Англии и Уэльсе.
Каждый полноправный адвокат («барристер») должен вступить в одну из четырёх юридических корпораций, или палат — Линкольнс-Инн, Грейс-Инн, Мидл-Тэмпл либо Иннер-Тэмпл. Их здания занимают обширную территорию на стыке границ Сити, Вестминстера и Холборна, преимущественно вокруг Тэмпла и судного двора.
Первая информация о судебных иннах появляется в XIII веке, тогда их было не менее дюжины. 
В XIII веке Великой хартией вольностей постановлено было, чтобы часть судей перестала кочевать по стране и чтобы так называемые Common pleas вершились в одном определённом месте, которым с времён Генриха III служил Вестминстер. С того времени образовались Inns of Court — гостиницы, где юристы имели регулярные сходки и где молодые люди под руководством старших приучались к занятию правом. 
Подготовляющиеся к адвокатской деятельности должны поступить в одну из четырёх вышеуказанных корпораций; принадлежность к корпорации выражается в участии в известном числе торжественных её обедов. Посещение лекций не обязательно и обыкновенно заменяется поступлением к одному из барристеров в качестве ученика (pupil) на один-два года. Делегаты четырех корпораций образуют Council of Legal Education, заведующий устройством лекций и производящий испытания. Подготовляющийся к адвокатуре, выдержавший эти испытания и пробывший установленное время в одной из корпораций, получает от своей корпорации звание барристера. 
Каждый барристер остается членом корпорации, от которой он получил свое звание, и состоит под надзором совета корпорации, состоящего из казначея (Treasurer) в качестве председателя и членов, называемых Masters of the Bench, или Benchers. Казначей-председатель избирается на один год. Benchers сами пополняют свой состав путем кооптации и в исполнении своих обязанностей ни перед кем не обязаны отчетом. Им принадлежит дисциплинарный суд над членами корпорации, которых они могут лишить звания барристера. 
Каждая корпорация располагает большой залой для вышеупомянутых пиршеств и библиотекой, открытой только для членов корпорации. Оба Temple имеют общую церковь, Lincoln’s Inn и Gray’s Inn — по часовне. Вокруг этих зданий группируются дома, также принадлежащие корпорациям, в которых барристеры имеют свои канцелярии (Chambers).
В настоящее время чтобы стать барристером, надо сдать специальный экзамен. Судебные инны не занимаются подготовкой к нему, но до сдачи экзамена необходимо вступить в один из них и посещать обязательные мероприятия, включающие традиционные обеды, а после сдачи экзамена необходимо быть учеником какого-либо барристера в течение года, чтобы получить право самостоятельно заниматься практикой
В Ирландии только одна адвокатская палата — Кингс-инн. В США судебные инны не имеют официального статуса и функционируют в качестве некоммерческих фондов, хотя в конце 1970-х председатель Верховного суда США Уоррен Бургер пытался развернуть кампанию за их создание.
|             |  |             |  |           |
| Иннер-Тэмпл |  | Миддл-Тэмпл |  | Грейс-Инн |